# Campionati mondiali di nuoto paralimpico 2015
I Campionati mondiali di nuoto paralimpico 2015 si sono svolti dal 13 al 19 luglio 2015 a Glasgow.

## Sede di gara
Le gare si sono tenute al Tollcross International Swimming Centre, da poco ampliato e ammodernato con l'aggiunta di una piscina a sei corsie da 50m.

### Calendario
| Data           | Ora   | Evento                                                  |
| -------------- | ----- | ------------------------------------------------------- |
| 13 luglio 2015 | 10:00 | Batterie 100 m stile libero maschili S7                 |
| 13 luglio 2015 | 10:00 | Batterie 100 m stile libero femminili S7                |
| 13 luglio 2015 | 10:00 | Batterie 100 m rana maschili SB14                       |
| 13 luglio 2015 | 10:00 | Batterie 100 m rana femminili SB14                      |
| 13 luglio 2015 | 10:00 | Batterie 200 m stile libero maschili S3                 |
| 13 luglio 2015 | 10:00 | Batterie 200 m stile libero maschili S4                 |
| 13 luglio 2015 | 10:00 | Batterie 100 m stile libero maschili S11                |
| 13 luglio 2015 | 10:00 | Batterie 100 m stile libero femminili S11               |
| 13 luglio 2015 | 10:00 | Batterie 50 m dorso maschili S5                         |
| 13 luglio 2015 | 10:00 | Batterie 50 m dorso femminili S5                        |
| 13 luglio 2015 | 10:00 | Batterie 50 m stile libero maschili S13                 |
| 13 luglio 2015 | 10:00 | Batterie 50 m stile libero femminili S13                |
| 13 luglio 2015 | 10:00 | Batterie 50 m stile libero maschili S10                 |
| 13 luglio 2015 | 10:00 | Batterie 50 m stile libero femminili S10                |
| 13 luglio 2015 | 10:00 | Batterie 100 m farfalla maschili S8                     |
| 13 luglio 2015 | 10:00 | Batterie 100 m dorso maschili S9                        |
| 13 luglio 2015 | 10:00 | Batterie 100 m dorso femminili S9                       |
| 13 luglio 2015 | 10:00 | Batterie 400 m stile libero maschili S6                 |
| 13 luglio 2015 | 10:00 | Batterie 400 m stile libero femminili S6                |
| 13 luglio 2015 | 10:00 | Batterie staffetta 4x50 metri stile libero misti 20 pt. |
| 13 luglio 2015 | 18:00 | Finale 100 m stile libero maschile S7                   |
| 13 luglio 2015 | 18:00 | Finale 100 m stile libero femminile S7                  |
| 13 luglio 2015 | 18:00 | Finale 100 m rana maschile SB14                         |
| 13 luglio 2015 | 18:00 | Finale 100 m rana femminile SB14                        |
| 13 luglio 2015 | 18:00 | Finale 100 m stile libero maschile S3                   |
| 13 luglio 2015 | 18:00 | Finale 100 m stile libero maschile S4                   |
| 13 luglio 2015 | 18:00 | Finale 100 m stile libero maschile S11                  |
| 13 luglio 2015 | 18:00 | Finale 100 m stile libero femminile S11                 |
| 13 luglio 2015 | 18:00 | Finale 50 m dorso maschile S5                           |
| 13 luglio 2015 | 18:00 | Finale 50 m dorso femminile S5                          |
| 13 luglio 2015 | 18:00 | Finale 50 m stile libero maschile S13                   |
| 13 luglio 2015 | 18:00 | Finale 50 m stile libero femminile S13                  |
| 13 luglio 2015 | 18:00 | Finale 50 m stile libero maschile S10                   |
| 13 luglio 2015 | 18:00 | Finale 50 m stile libero femminile S10                  |
| 13 luglio 2015 | 18:00 | Finale 100 m farfalla maschile S8                       |
| 13 luglio 2015 | 18:00 | Finale 100 m farfalla femminile S8                      |
| 13 luglio 2015 | 18:00 | Finale 100 m dorso maschile S9                          |
| 13 luglio 2015 | 18:00 | Finale 100 m dorso femminile S9                         |
| 13 luglio 2015 | 18:00 | Finale 100 m stile libero maschile S6                   |
| 13 luglio 2015 | 18:00 | Finale 100 m stile libero femminile S6                  |
| 13 luglio 2015 | 18:00 | Finale staffetta 4x50 m stile libero misto 20 pt.       |
| 14 luglio 2015 | 10:00 | Batterie 100 m rana maschili SB5                        |
| 14 luglio 2015 | 10:00 | Batterie 100 m rana femminili SB5                       |
| 14 luglio 2015 | 10:00 | Batterie 200 m misti maschili SM13                      |
| 14 luglio 2015 | 10:00 | Batterie 200 m misti femminili SM13                     |
| 14 luglio 2015 | 10:00 | Batterie 100 m rana maschili SB6                        |
| 14 luglio 2015 | 10:00 | Batterie 100 m rana femminili SB6                       |
| 14 luglio 2015 | 10:00 | Batterie 100 m stile libero maschili S9                 |
| 14 luglio 2015 | 10:00 | Batterie 100 m stile libero femminili S9                |
| 14 luglio 2015 | 10:00 | Batterie 100 m rana maschili SB7                        |
| 14 luglio 2015 | 10:00 | Batterie 100 m rana femminili SB7                       |
| 14 luglio 2015 | 10:00 | Batterie 100 m stile libero femminili S3                |
| 14 luglio 2015 | 10:00 | Batterie 400 m stile libero maschili S11                |
| 14 luglio 2015 | 10:00 | Batterie 200 m misti maschili SM10                      |
| 14 luglio 2015 | 10:00 | Batterie 200 m misti femminili SM10                     |
| 14 luglio 2015 | 10:00 | Batterie 100 m rana maschili SB8                        |
| 14 luglio 2015 | 10:00 | Batterie 100 m rana femminili SB8                       |
| 14 luglio 2015 | 10:00 | Batterie 50 m stile libero maschili S4                  |
| 14 luglio 2015 | 10:00 | Batterie 50 m stile libero femminili S4                 |
| 14 luglio 2015 | 18:00 | Finale 100 m rana maschile SB5                          |
| 14 luglio 2015 | 18:00 | Finale 100 m rana femminile SB5                         |
| 14 luglio 2015 | 18:00 | Finale 100 m dorso maschile S1                          |
| 14 luglio 2015 | 18:00 | Finale 100 m dorso maschile S2                          |
| 14 luglio 2015 | 18:00 | Finale 100 m dorso femminile S2                         |
| 14 luglio 2015 | 18:00 | Finale 200 m misti maschile SM13                        |
| 14 luglio 2015 | 18:00 | Finale 200 m misti femminile SM13                       |
| 14 luglio 2015 | 18:00 | Finale 100 m rana maschile SB6                          |
| 14 luglio 2015 | 18:00 | Finale 100 m rana femminile SB6                         |
| 14 luglio 2015 | 18:00 | Finale 100 m stile libero maschile S9                   |
| 14 luglio 2015 | 18:00 | Finale 100 m stile libero femminile S9                  |
| 14 luglio 2015 | 18:00 | Finale 100 m rana maschile SB7                          |
| 14 luglio 2015 | 18:00 | Finale 100 m rana femminile SB7                         |
| 14 luglio 2015 | 18:00 | Finale 100 m stile libero femminile S3                  |
| 14 luglio 2015 | 18:00 | Finale 400 m stile libero maschile S11                  |
| 14 luglio 2015 | 18:00 | Finale 400 m stile libero femminile S11                 |
| 14 luglio 2015 | 18:00 | Finale 200 m misti maschile SM10                        |
| 14 luglio 2015 | 18:00 | Finale 200 m misti femminile SM10                       |
| 14 luglio 2015 | 18:00 | Finale 100 m rana maschile SB8                          |
| 14 luglio 2015 | 18:00 | Finale 100 m rana femminile SB8                         |
| 14 luglio 2015 | 18:00 | Finale 50 m stile libero femminile S4                   |
| 15 luglio 2015 | 10:00 | Finale 50 m stile libero maschile S4                    |
| 15 luglio 2015 | 10:00 | Batterie 100 m dorso maschili S11                       |
| 15 luglio 2015 | 10:00 | Batterie 100 m dorso femminili S11                      |
| 15 luglio 2015 | 10:00 | Batterie 400 m stile libero maschili S7                 |
| 15 luglio 2015 | 10:00 | Batterie 100 m rana maschili SB9                        |
| 15 luglio 2015 | 10:00 | Batterie 100 m rana femminili SB9                       |
| 15 luglio 2015 | 10:00 | Batterie 100 m dorso femminili S13                      |
| 15 luglio 2015 | 10:00 | Batterie 200 m stile libero maschili S5                 |
| 15 luglio 2015 | 10:00 | Batterie 200 m stile libero femminili S5                |
| 15 luglio 2015 | 10:00 | Batterie 200 m misti maschili SM8                       |
| 15 luglio 2015 | 10:00 | Batterie 200 m misti femminili SM8                      |
| 15 luglio 2015 | 10:00 | Batterie 100 m dorso maschili S12                       |
| 15 luglio 2015 | 10:00 | Batterie 100 m dorso femminili S12                      |
| 15 luglio 2015 | 10:00 | Batterie 150 m misti maschili SM4                       |
| 15 luglio 2015 | 10:00 | Batterie 150 m misti femminili SM4                      |
| 15 luglio 2015 | 10:00 | Batterie 200 m stile libero maschili S14                |
| 15 luglio 2015 | 10:00 | Batterie 200 m stile libero femminili S14               |
| 15 luglio 2015 | 10:00 | Batterie 50 m farfalla maschili S6                      |
| 15 luglio 2015 | 10:00 | Batterie 50 m farfalla femminili S6                     |
| 15 luglio 2015 | 18:00 | Finale 100 m dorso maschile S11                         |
| 15 luglio 2015 | 18:00 | Finale 100 m dorso femminile S11                        |
| 15 luglio 2015 | 18:00 | Finale 400 m stile libero maschile S7                   |
| 15 luglio 2015 | 18:00 | Finale 400 m stile libero femminile S7                  |
| 15 luglio 2015 | 18:00 | Finale 100 m rana maschile SB9                          |
| 15 luglio 2015 | 18:00 | Finale 100 m rana femminile SB9                         |
| 15 luglio 2015 | 18:00 | Finale 100 m dorso maschile S13                         |
| 15 luglio 2015 | 18:00 | Finale 100 m dorso femminile S13                        |
| 15 luglio 2015 | 18:00 | Finale 200 m stile libero maschile S5                   |
| 15 luglio 2015 | 18:00 | Finale 200 m stile libero femminile S5                  |
| 15 luglio 2015 | 18:00 | Finale 200 m misti maschile SM8                         |
| 15 luglio 2015 | 18:00 | Finale 200 m misti femminile SM8                        |
| 15 luglio 2015 | 18:00 | Finale 100 m dorso maschile S12                         |
| 15 luglio 2015 | 18:00 | Finale 100 m dorso femminile S12                        |
| 15 luglio 2015 | 18:00 | Finale 150 m misti maschile SM3                         |
| 15 luglio 2015 | 18:00 | Finale 150 m misti maschile SM4                         |
| 15 luglio 2015 | 18:00 | Finale 150 m misti femminile SM4                        |
| 15 luglio 2015 | 18:00 | Finale 200 m stile libero maschile S14                  |
| 15 luglio 2015 | 18:00 | Finale 200 m stile libero femminile S14                 |
| 15 luglio 2015 | 18:00 | Finale 50 m farfalla maschile S6                        |
| 15 luglio 2015 | 18:00 | Finale 50 m farfalla femminile S6                       |
| 16 luglio 2015 | 10:00 | Batterie 400 m stile libero maschili S13                |
| 16 luglio 2015 | 10:00 | Batterie 400 m stile libero femminili S13               |
| 16 luglio 2015 | 10:00 | Batterie 100 m stile libero maschili S8                 |
| 16 luglio 2015 | 10:00 | Batterie 100 m stile libero femminili S8                |
| 16 luglio 2015 | 10:00 | Batterie 200 m misti maschili SM11                      |
| 16 luglio 2015 | 10:00 | Batterie 200 m misti femminili SM11                     |
| 16 luglio 2015 | 10:00 | Batterie 100 m dorso maschili S10                       |
| 16 luglio 2015 | 10:00 | Batterie 100 m dorso femminili S10                      |
| 16 luglio 2015 | 10:00 | Batterie 200 m misti maschili SM7                       |
| 16 luglio 2015 | 10:00 | Batterie 200 m misti femminili SM7                      |
| 16 luglio 2015 | 10:00 | Batterie 100 m stile libero maschili S4                 |
| 16 luglio 2015 | 10:00 | Batterie 50 m stile libero maschili S9                  |
| 16 luglio 2015 | 10:00 | Batterie 50 m stile libero femminili S9                 |
| 16 luglio 2015 | 10:00 | Batterie 50 m stile libero maschili S6                  |
| 16 luglio 2015 | 10:00 | Batterie 50 m stile libero femminili S6                 |
| 16 luglio 2015 | 10:00 | Batterie 50 m farafalla maschili S5                     |
| 16 luglio 2015 | 10:00 | Batterie 50 m farafalla femminili S5                    |
| 16 luglio 2015 | 10:00 | Batterie 50 m stile libero maschili S3                  |
| 16 luglio 2015 | 10:00 | Batterie 100 m rana maschili SB12                       |
| 16 luglio 2015 | 10:00 | Spareggio 100 m dorso femminili S10                     |
| 16 luglio 2015 | 18:00 | Finale 400 m stile libero maschile S13                  |
| 16 luglio 2015 | 18:00 | Finale 400 m stile libero femminile S13                 |
| 16 luglio 2015 | 18:00 | Finale 100 m stile libero maschile S8                   |
| 16 luglio 2015 | 18:00 | Finale 100 m stile libero femminile S8                  |
| 16 luglio 2015 | 18:00 | Finale 200 m misti maschile SM11                        |
| 16 luglio 2015 | 18:00 | Finale 200 m misti femminile SM11                       |
| 16 luglio 2015 | 18:00 | Finale 100 m dorso maschile S10                         |
| 16 luglio 2015 | 18:00 | Finale 100 m dorso femminile S10                        |
| 16 luglio 2015 | 18:00 | Finale 200 m misti maschile SM7                         |
| 16 luglio 2015 | 18:00 | Finale 200 m misti femminile SM7                        |
| 16 luglio 2015 | 18:00 | Finale 100 m stile libero maschile S4                   |
| 16 luglio 2015 | 18:00 | Finale 50 m stile libero maschile S9                    |
| 16 luglio 2015 | 18:00 | Finale 50 m stile libero femminile S9                   |
| 16 luglio 2015 | 18:00 | Finale 50 m stile libero maschile S6                    |
| 16 luglio 2015 | 18:00 | Finale 50 m stile libero femminile S6                   |
| 16 luglio 2015 | 18:00 | Finale 50 m farfalla maschile S5                        |
| 16 luglio 2015 | 18:00 | Finale 50 m farfalla femminile S5                       |
| 16 luglio 2015 | 18:00 | Finale 50 m dorso maschile S1                           |
| 16 luglio 2015 | 18:00 | Finale 50 m stile libero maschile S3                    |
| 16 luglio 2015 | 18:00 | Finale 100 m rana maschile SB12                         |
| 16 luglio 2015 | 18:00 | Finale staffetta 4x100 m stile libero femminile 34 pt.  |
| 17 luglio 2015 | 10:00 | Batterie 400 m stile libero maschili S8                 |
| 17 luglio 2015 | 10:00 | Batterie 400 m stile libero femminili S8                |
| 17 luglio 2015 | 10:00 | Batterie 100 m farfalla maschili S10                    |
| 17 luglio 2015 | 10:00 | Batterie 100 m farfalla femminili S10                   |
| 17 luglio 2015 | 10:00 | Batterie 200 m misti maschili SM6                       |
| 17 luglio 2015 | 10:00 | Batterie 200 m misti femminili SM6                      |
| 17 luglio 2015 | 10:00 | Batterie 100 m farfalla maschili S9                     |
| 17 luglio 2015 | 10:00 | Batterie 100 m farfalla femminili S9                    |
| 17 luglio 2015 | 10:00 | Batterie 50 m stile libero maschili S11                 |
| 17 luglio 2015 | 10:00 | Batterie 50 m stile libero femminili S11                |
| 17 luglio 2015 | 10:00 | Batterie 50 m farfalla maschili S7                      |
| 17 luglio 2015 | 10:00 | Batterie 50 m farfalla femminili S7                     |
| 17 luglio 2015 | 10:00 | Batterie 200 m misti maschili SM14                      |
| 17 luglio 2015 | 10:00 | Batterie 200 m misti femminili SM14                     |
| 17 luglio 2015 | 10:00 | Batterie 100 m rana femminili SB13                      |
| 17 luglio 2015 | 10:00 | Batterie 50 m stile libero maschili S5                  |
| 17 luglio 2015 | 10:00 | Batterie 50 m stile libero femminili S5                 |
| 17 luglio 2015 | 10:00 | Batterie 50 m rana maschili SB3                         |
| 17 luglio 2015 | 10:00 | Batterie 50 m rana femminili SB3                        |
| 17 luglio 2015 | 10:00 | Batterie staffetta 4x100 m stile libero maschili 34 pt. |
| 17 luglio 2015 | 18:00 | Finale 400 m stile libero maschile S8                   |
| 17 luglio 2015 | 18:00 | Finale 400 m stile libero femminile S8                  |
| 17 luglio 2015 | 18:00 | Finale 100 m farfalla maschile S10                      |
| 17 luglio 2015 | 18:00 | Finale 100 m farfalla femminile S10                     |
| 17 luglio 2015 | 18:00 | Finale 200 m misti maschili SM6                         |
| 17 luglio 2015 | 18:00 | Finale 200 m misti femminili SM6                        |
| 17 luglio 2015 | 18:00 | Finale 100 m farfalla maschile S9                       |
| 17 luglio 2015 | 18:00 | Finale 100 m farfalla femminile S9                      |
| 17 luglio 2015 | 18:00 | Finale 50 m stile libero maschile S11                   |
| 17 luglio 2015 | 18:00 | Finale 50 m farfalla maschile S7                        |
| 17 luglio 2015 | 18:00 | Finale 50 m farfalla femminile S7                       |
| 17 luglio 2015 | 18:00 | Finale 200 m misti maschili SM14                        |
| 17 luglio 2015 | 18:00 | Finale 200 m misti femminili SM14                       |
| 17 luglio 2015 | 18:00 | Finale 100 m rana maschile S7                           |
| 17 luglio 2015 | 18:00 | Finale 100 m rana femminile S7                          |
| 17 luglio 2015 | 18:00 | Finale 50 m stile libero maschile S5                    |
| 17 luglio 2015 | 18:00 | Finale 50 m stile libero femminile S5                   |
| 17 luglio 2015 | 18:00 | Finale 50 m rana maschile SB2                           |
| 17 luglio 2015 | 18:00 | Finale 50 m rana maschile SB3                           |
| 17 luglio 2015 | 18:00 | Finale 50 m rana femminile SB3                          |
| 17 luglio 2015 | 18:00 | Finale staffetta 4x100 m stile libero maschile 34 pt.   |
| 18 luglio 2015 | 10:00 | Batterie 100 m dorso maschili S6                        |
| 18 luglio 2015 | 10:00 | Batterie 100 m dorso femminili S6                       |
| 18 luglio 2015 | 10:00 | Batterie 400 m stile libero maschili S9                 |
| 18 luglio 2015 | 10:00 | Batterie 100 m dorso maschili S7                        |
| 18 luglio 2015 | 10:00 | Batterie 100 m dorso femminili S7                       |
| 18 luglio 2015 | 10:00 | Batterie 100 m stile libero maschili S10                |
| 18 luglio 2015 | 10:00 | Batterie 100 m stile libero femminili S10               |
| 18 luglio 2015 | 10:00 | Batterie 100 m dorso maschili S8                        |
| 18 luglio 2015 | 10:00 | Batterie 100 m dorso femminili S8                       |
| 18 luglio 2015 | 10:00 | Batterie 100 m stile libero maschili S13                |
| 18 luglio 2015 | 10:00 | Batterie 100 m stile libero femminili S13               |
| 18 luglio 2015 | 10:00 | Batterie 100 m rana maschili SB4                        |
| 18 luglio 2015 | 10:00 | Batterie 100 m rana femminili SB4                       |
| 18 luglio 2015 | 10:00 | Batterie 200 m stile libero maschili S2                 |
| 18 luglio 2015 | 10:00 | Batterie 100 m rana maschili SB11                       |
| 18 luglio 2015 | 10:00 | Batterie 100 m rana femminili SB11                      |
| 18 luglio 2015 | 10:00 | Batterie 200 m misti femminili SM5                      |
| 18 luglio 2015 | 10:00 | Batterie 50 m dorso maschili S3                         |
| 18 luglio 2015 | 10:00 | Batterie 50 m dorso femminili S3                        |
| 18 luglio 2015 | 10:00 | Batterie 50 m stile libero maschili S12                 |
| 18 luglio 2015 | 10:00 | Batterie 50 m stile libero femminili S12                |
| 18 luglio 2015 | 10:00 | Batterie staffetta 4x100 m misti maschili 34 pt.        |
| 18 luglio 2015 | 18:00 | Finale 100 m dorso maschile S6                          |
| 18 luglio 2015 | 18:00 | Finale 100 m dorso femminile S6                         |
| 18 luglio 2015 | 18:00 | Finale 400 m stile libero maschile S9                   |
| 18 luglio 2015 | 18:00 | Finale 400 m stile libero femminile S9                  |
| 18 luglio 2015 | 18:00 | Finale 100 m dorso maschile S7                          |
| 18 luglio 2015 | 18:00 | Finale 100 m dorso femminile S7                         |
| 18 luglio 2015 | 18:00 | Finale 100 m stile libero maschile S10                  |
| 18 luglio 2015 | 18:00 | Finale 100 m stile libero femminile S10                 |
| 18 luglio 2015 | 18:00 | Finale 100 m dorso maschile S8                          |
| 18 luglio 2015 | 18:00 | Finale 100 m dorso femminile S8                         |
| 18 luglio 2015 | 18:00 | Finale 100 m stile libero maschile S13                  |
| 18 luglio 2015 | 18:00 | Finale 100 m stile libero femminile S13                 |
| 18 luglio 2015 | 18:00 | Finale 100 m rana maschile SB4                          |
| 18 luglio 2015 | 18:00 | Finale 100 m rana femminile SB4                         |
| 18 luglio 2015 | 18:00 | Finale 200 m stile libero maschile S2                   |
| 18 luglio 2015 | 18:00 | Finale 100 m rana maschile SB11                         |
| 18 luglio 2015 | 18:00 | Finale 100 m rana femminile SB11                        |
| 18 luglio 2015 | 18:00 | Finale 200 m misti femminile SM5                        |
| 18 luglio 2015 | 18:00 | Finale 50 m dorso maschile S3                           |
| 18 luglio 2015 | 18:00 | Finale 50 m dorso femminile S3                          |
| 18 luglio 2015 | 18:00 | Finale 50 m stile libero maschile S12                   |
| 18 luglio 2015 | 18:00 | Finale 50 m stile libero femminile S12                  |
| 18 luglio 2015 | 18:00 | Finale staffetta 4x100 m misti maschile 34 pt.          |
| 19 luglio 2015 | 10:00 | Batterie 400 m stile libero maschili S10                |
| 19 luglio 2015 | 10:00 | Batterie 400 m stile libero femminili S10               |
| 19 luglio 2015 | 10:00 | Batterie 100 m stile libero maschili S6                 |
| 19 luglio 2015 | 10:00 | Batterie 100 m stile libero femminili S6                |
| 19 luglio 2015 | 10:00 | Batterie 50 m stile libero maschili S8                  |
| 19 luglio 2015 | 10:00 | Batterie 50 m stile libero femminili S8                 |
| 19 luglio 2015 | 10:00 | Batterie 50 m dorso maschili S2                         |
| 19 luglio 2015 | 10:00 | Batterie 50 m stile libero maschili S7                  |
| 19 luglio 2015 | 10:00 | Batterie 50 m stile libero femminili S7                 |
| 19 luglio 2015 | 10:00 | Batterie 50 m dorso maschili S4                         |
| 19 luglio 2015 | 10:00 | Batterie 50 m dorso femminili S4                        |
| 19 luglio 2015 | 10:00 | Batterie 200 m misti maschili SM9                       |
| 19 luglio 2015 | 10:00 | Batterie 200 m misti femminili SM9                      |
| 19 luglio 2015 | 10:00 | Batterie 100 m farfalla maschili S13                    |
| 19 luglio 2015 | 10:00 | Batterie 100 m farfalla femminili S13                   |
| 19 luglio 2015 | 10:00 | Batterie 100 m stile libero maschili S5                 |
| 19 luglio 2015 | 10:00 | Batterie 100 m stile libero femminili S5                |
| 19 luglio 2015 | 10:00 | Batterie 100 m dorso maschili S14                       |
| 19 luglio 2015 | 10:00 | Batterie 100 m dorso femminili S14                      |
| 19 luglio 2015 | 10:00 | Batterie 50 m stile libero femminili S8                 |
| 19 luglio 2015 | 18:00 | Finale 50 m stile libero femminile S11                  |
| 19 luglio 2015 | 18:00 | Finale 400 m stile libero maschile S10                  |
| 19 luglio 2015 | 18:00 | Finale 400 m stile libero femminile S10                 |
| 19 luglio 2015 | 18:00 | Finale 100 m stile libero maschile S6                   |
| 19 luglio 2015 | 18:00 | Finale 100 m stile libero femminile S6                  |
| 19 luglio 2015 | 18:00 | Finale 50 m stile libero maschile S8                    |
| 19 luglio 2015 | 18:00 | Finale 50 m stile libero femminile S8                   |
| 19 luglio 2015 | 18:00 | Finale 50 m dorso maschile S8                           |
| 19 luglio 2015 | 18:00 | Finale 50 m dorso femminile S8                          |
| 19 luglio 2015 | 18:00 | Finale 50 m stile libero maschile S7                    |
| 19 luglio 2015 | 18:00 | Finale 50 m stile libero femminile S7                   |
| 19 luglio 2015 | 18:00 | Finale 50 m dorso maschile S4                           |
| 19 luglio 2015 | 18:00 | Finale 50 m dorso femminile S4                          |
| 19 luglio 2015 | 18:00 | Finale 200 m misti maschili SM9                         |
| 19 luglio 2015 | 18:00 | Finale 200 m misti femminili SM9                        |
| 19 luglio 2015 | 18:00 | Finale 50 m farfalla maschile S13                       |
| 19 luglio 2015 | 18:00 | Finale 50 m farfalla femminile S13                      |
| 19 luglio 2015 | 18:00 | Finale 100 m stile libero maschile S5                   |
| 19 luglio 2015 | 18:00 | Finale 100 m stile libero femminile S5                  |
| 19 luglio 2015 | 18:00 | Finale 100 m dorso maschile S14                         |
| 19 luglio 2015 | 18:00 | Finale 100 m dorso femminile S14                        |
| 19 luglio 2015 | 18:00 | Finale 100 m farfalla maschile S11                      |
| 19 luglio 2015 | 18:00 | Finale staffetta 4x100 m misti femminile 34 pt.         |

## Medagliere complessivo
| Pos.   | Paese         | Oro | Argento | Bronzo | Totale |
| ------ | ------------- | --- | ------- | ------ | ------ |
| 1      | Russia        | 32  | 19      | 20     | 71     |
| 2      | Ucraina       | 21  | 27      | 15     | 63     |
| 3      | Stati Uniti   | 11  | 11      | 8      | 30     |
| 4      | Brasile       | 11  | 8       | 4      | 23     |
| 5      | Regno Unito   | 10  | 12      | 10     | 32     |
| 6      | Cina          | 10  | 11      | 8      | 29     |
| 7      | Australia     | 9   | 8       | 13     | 30     |
| 8      | Nuova Zelanda | 8   | 6       | 2      | 16     |
| 9      | Bielorussia   | 7   | 1       | 1      | 9      |
| 10     | Paesi Bassi   | 6   | 3       | 6      | 15     |
| 11     | Spagna        | 4   | 7       | 11     | 22     |
| 12     | Norvegia      | 4   | 2       | 3      | 9      |
| 13     | Italia        | 3   | 6       | 2      | 11     |
| 14     | Canada        | 2   | 5       | 5      | 12     |
| 15     | Germania      | 2   | 4       | 5      | 11     |
| 16     | Giappone      | 2   | 4       | 1      | 7      |
| 17     | Messico       | 2   | 3       | 5      | 10     |
| 18     | Colombia      | 2   | 2       | 0      | 4      |
| 18     | Corea del Sud | 2   | 2       | 0      | 4      |
| 20     | Svezia        | 1   | 1       | 2      | 4      |
| 21     | Sudafrica     | 1   | 0       | 2      | 3      |
| 22     | Cipro         | 1   | 0       | 0      | 1      |
| 22     | Thailandia    | 1   | 0       | 0      | 1      |
| 24     | Azerbaigian   | 0   | 2       | 3      | 5      |
| 25     | Francia       | 0   | 2       | 2      | 4      |
| 26     | Israele       | 0   | 2       | 1      | 3      |
| 27     | Polonia       | 0   | 1       | 5      | 6      |
| 28     | Grecia        | 0   | 1       | 3      | 4      |
| 29     | Vietnam       | 0   | 1       | 1      | 2      |
| 30     | Rep. Ceca     | 0   | 1       | 0      | 1      |
| 30     | Islanda       | 0   | 1       | 0      | 1      |
| 32     | Kazakistan    | 0   | 0       | 3      | 3      |
| 32     | Ungheria      | 0   | 0       | 3      | 3      |
| 34     | Irlanda       | 0   | 0       | 2      | 2      |
| 35     | Argentina     | 0   | 0       | 1      | 1      |
| 35     | Austria       | 0   | 0       | 1      | 1      |
| 35     | Croazia       | 0   | 0       | 1      | 1      |
| 35     | Portogallo    | 0   | 0       | 1      | 1      |
| 35     | Turchia       | 0   | 0       | 1      | 1      |
| 35     | Uzbekistan    | 0   | 0       | 1      | 1      |
| Totale | Totale        | 152 | 153     | 152    | 457    |